# Referendum in Ungheria del 2004
I referendum in Ungheria del 2004 si sono tenuti in Ungheria il 5 dicembre 2004.  Agli elettori sono state poste due quesiti: sulla sanità pubblica e sulla doppia cittadinanza.
Il referendum è stato originariamente indetto solo sulla privatizzazione degli ospedali, su iniziativa del partito laburista. Dopo il successo della petizione per le firme della Federazione Mondiale degli Ungheresi (MVSZ), un ulteriore quesito è stato aggiunto al referendum, sulla creazione di una legge che permetta agli stranieri, che richiedono la nazionalità ungherese e non vivono in Ungheria, di naturalizzarsi a condizioni preferenziali.
Il presidente della Repubblica Ferenc Mádl ha chiesto un referendum decisivo su queste due questioni, i cui risultati sarebbero stati vincolanti per l'Assemblea nazionale. Il voto ha innescato un vivace dibattito pubblico, con un gran numero di organizzazioni sociali e professionali che si sono unite alla battaglia elettorale.
Entrambe le proposte sono state approvate dagli elettori, ma il referendum è fallito a causa del mancato raggiungimento del quorum (l'affluenza alle urne fu del 37,5%). Il referendum nullo non ha avuto conseguenze nel settore sanitario, ma ha messo a dura prova le relazioni tra la politica ungherese e gli ungheresi che vivono oltre confine.

## Referendum sulla privatizzazione degli ospedali
Negli anni 1990, il finanziamento della sanità divenne un onere crescente per lo stato ungherese. Una quota crescente delle entrate fiscali doveva essere spesa per gestire il sistema, mentre l'insoddisfazione per la qualità dell'assistenza e lo stato di deterioramento delle infrastrutture era in crescita.
Dalla seconda metà degli anni 1990, i governi hanno visto il coinvolgimento del capitale privato nella gestione degli ospedali come una via d'uscita dal problema. La prima legge che permetteva la privatizzazione degli ospedali era stata approvata dal Parlamento nel 2001, ma era stata annullata dalla Corte costituzionale nel 2002. Successivamente, il governo pensò di nuovo un'opportunità per la privatizzazione della sanità, ma questo ha scatenato l'opposizione di coloro che ritenevano che lo Stato dovesse continuare a svolgere tale ruolo. Nel 2003, il governo di Péter Medgyessy presentato al Parlamento un disegno di legge che avrebbe permesso al capitale privato di diventare un azionista di minoranza nella gestione del sistema sanitario a determinate condizioni. Sulla scia del dibattito sociale che circonda la privatizzazione del sistema sanitario, il Partito Laburista promosse un referendum decisivo sulla questione nell'autunno 2003. Il Comitato Elettorale Nazionale (OVB) certificò le firme e il 17 maggio 2004, l'Assemblea nazionale deliberò il referendum. I partiti al governo MSZP e SZDSZ si appellarono alla Corte Costituzionale per impedire il referendum; a causa delle vacanze estive, la Corte Costituzionale approvò la decisione del Parlamento solo il 28 settembre. Il 13 ottobre 2004, il presidente Ferenc Mádl indisse un referendum contro la privatizzazione degli ospedali per il 5 dicembre 2004.

### Campagna referendaria
I partiti parlamentari hanno adottato approcci molto diversi alla possibilità di privatizzare gli ospedali. Alla fine della campagna referendaria, la questione della privatizzazione degli ospedali è passata un po' in secondo piano, e la lotta politica si è concentrata principalmente sulla questione della doppia cittadinanza. A differenza delle precedenti campagne referendarie, la lotta politica è stata molto intensa, con i due maggiori partiti (Fidesz e MSZP) che hanno dominato il parlamento, mentre le opinioni degli altri partiti sono state marginalizzate.
All'inizio della campagna, Fidesz ha messo al primo posto la propria iniziativa referendaria: fermare la privatizzazione in tutti i settori della vita. Il partito di destra ha ripetutamente espresso la sua incomprensione per il fatto che il governo vedeva la privatizzazione come soluzione, in contrasto con la pratica in altri Stati membri dell'UE. Fidesz ha presto abbandonato la propria iniziativa referendaria e si è espresso contro la privatizzazione degli ospedali. Viktor Orbán ha detto ai giornalisti che il governo stava cercando di privatizzare gli ospedali non con l'intenzione di migliorare il sistema, ma per interesse personale. Il messaggio principale della campagna di Fidesz era che l'assistenza sanitaria è una questione sociale così importante che deve essere protetta dai fornitori orientati al profitto che cercano di sfruttarla su una base prevalentemente di mercato. Anche lo slogan referendario del partito si riferiva a questo: "La salute non è un affare!"
All'inizio, il Forum Democratico Ungherese ha cercato di prendere le distanze dalla battaglia della campagna sulle privatizzazioni. Nel secondo periodo della campagna, si opposero a Fidesz e si schierarono dalla parte delle privatizzazioni, chiedendo agli elettori di astenersi, pur sottolineando la responsabilità dello Stato. Tuttavia, l'azione del partito non fu unitaria, con alcune delle sue organizzazioni di base che chiedevano una posizione comune con Fidesz.
L'esitazione iniziale del MSZP è stata rotta dal discorso di Ferenc Gyurcsány in parlamento il 2 novembre. Il governo, temendo la possibilità di una maggioranza a favore della privatizzazione, ha lanciato una cosiddetta campagna d'informazione, in cui ha cercato di far sapere che fermare la privatizzazione sarebbe costato molto al paese. Durante la campagna, il MSZP ha fatto regolarmente riferimento al fatto che durante il governo di Viktor Orbán aveva sostenuto la privatizzazione degli ospedali e che Fidesz era diventato un alleato strategico del Partito del Lavoro, che si è dichiarato comunista. Il MSZP ritiene che l'assistenza sanitaria gratuita sia un diritto fondamentale sancito dalla costituzione, che non può essere diminuito da aziende private che assumono la gestione degli ospedali. Secondo il MSZP, la vittoria del Sì mette in pericolo anche questa possibilità. Il giovedì prima del voto, Ferenc Gyurcsány ha accusato Fides di demagogia sociale e di abbandonare le tradizioni moderniste del conservatorismo nel suo programma televisivo Napkelte.[16] Il partito di sinistra ha raccolto i suoi argomenti in una pubblicazione intitolata "Una decisione responsabile!"
L'SZDSZ, in contrasto con Fidesz, presentò il coinvolgimento del capitale privato come l'unica via percorribile per il sistema sanitario.[6] L'SZDSZ accusò Fides di demagogia e di diffondere idee sbagliate, mentre cercava di mostrare gli effetti positivi della privatizzazione e di argomentare per il "no".

## Referendum sulla doppia cittadinanza
Nel 2001, durante il primo governo Orbán, il parlamento ungherese ha adottato la legge sulla cittadinanza, che mirava a migliorare la situazione sociale degli ungheresi che vivevano oltre confine introducendo la cosiddetta carta d'identità ungherese (magyarigazolvány bevezetésével). All'epoca, il governo Orbán considerava la concessione della doppia cittadinanza agli ungheresi che vivevano oltre confine contraria alle norme europee e quindi da respingere.
Nell'estate del 2003, il MDF ha tentato di far passare una legge sulla naturalizzazione preferenziale, ma i tentativi del partito sono falliti ripetutamente. Il 13 agosto 2003, la leadership del MVSZ ha deciso di avviare un referendum sulla naturalizzazione preferenziale per gli ungheresi che non hanno la cittadinanza ungherese. L'iniziativa è stata respinta dal Commissione elettonale nazionale meno di un mese dopo, a causa di errori formali. Dopo aver corretto gli errori formali, il NEC ha dato il via libera all'iniziativa il 18 settembre. Le firme sono state raccolte in maggio e giugno 2004. Il 2 luglio 2004, 321.000 firme sono state consegnate all'OVB dai rappresentanti della MVSZ, di cui 274.000 sono risultate autentiche. Il 13 settembre, l'Assemblea Nazionale ha ordinato un referendum nazionale sull'iniziativa della MVSZ, e il 24 ottobre, Ferenc Mádl ha fissato il referendum per il 5 dicembre 2004, lo stesso giorno del voto sulla privatizzazione degli ospedali.
Secondo i promotori del referendum, in caso di voto positivo, il Parlamento avrebbe dovuto approvare una legge su un nuovo caso di naturalizzazione preferenziale. In questo caso, uno straniero con una carta d'identità ungherese (o una persona che la legge da creare descriverebbe come ungherese) che rivendica la nazionalità ungherese avrebbe potuto ottenere la cittadinanza ungherese su richiesta.

### Campagna
La questione del referendum riguardante gli ungheresi che vivono all'estero ha scatenato un dibattito molto più ampio e spesso acceso in Ungheria e nei paesi vicini, sia tra gli ungheresi in Ungheria che nei paesi vicini.
Di tutte le organizzazioni che sostengono l'idea della doppia cittadinanza, Fidesz era probabilmente la più rappresentata. Viktor Orbán aveva già espresso il suo sostegno alla concessione della doppia cittadinanza in un incontro con gli ungheresi locali a Subotica il 12 settembre 2004, e Fidesz ha accolto la richiesta di un referendum in un comunicato stampa. Il partito ha posto grande enfasi sulle sue buone relazioni con gli ungheresi che vivono oltre confine durante tutta la campagna. I politici di Fidesz hanno tenuto numerosi incontri con i rappresentanti della minoranza ungherese. La concessione della cittadinanza fu presentata come un modo per riunificare la nazione ungherese, che era stata lacerata dal trattato di pace di Trianon. Mentre sulla questione degli ospedali, il partito fece appello al cuore e all'importanza dell'unità nazionale per votare "sì" sulla questione della doppia cittadinanza. Il clou della campagna di Fidesz fu l'evento del Giorno dell'Unità tenutosi il 27 novembre 2004 nel Városliget di Budapest, dove Viktor Orbán presentò il referendum come un evento decisivo per l'Ungheria.
Il MDF, anch'esso all'opposizione, si era già espresso a favore della doppia cittadinanza nell'estate del 2004. Il più piccolo partito conservatore, tuttavia, non ha dato la priorità al referendum avviato dal MVSZ, ma alla propria raccolta di firme, il che ha portato ad una guerra di dichiarazioni tra il partito e l'organizzazione mondiale. Gli appelli del MDF per il sì sono stati regolarmente messi in ombra dall'intensa campagna dei maggiori partiti parlamentari. Il Forum Democratico ha concentrato la sua campagna sull'unità nazionale.
Dopo il cambio di governo nel 2002, il partito socialista ungherese ha cercato di evitare il conflitto sulla questione della doppia cittadinanza. Il partito di sinistra ha sottolineato il suo accordo di principio, ma ha aggiunto che l'adesione all'UE per gli stati vicini avrebbe fornito anche una soluzione per la maggioranza degli ungheresi che vivono all'estero, mentre una mossa unilaterale avrebbe peggiorato solo le relazioni tra l'Ungheria e i suoi vicini. In questo spirito, il partito si è costantemente astenuto dal votare i precedenti progetti di legge del MDF, e ha adottato una posizione esitante quando ha indetto il referendum. Il 2 novembre 2004, il primo ministro Ferenc Gyurcsány ha rifiutato apertamente di sostenere il sì al referendum e ha accusato Fides di sorvolare sui problemi reali e di massimizzare i voti. Durante la campagna, il MSZP ha ripetutamente trattato il referendum MVSZ come un tentativo irresponsabile con conseguenze imprevedibili e ha chiesto un no. Katalin Szili, il presidente socialista dell'Assemblea Nazionale, ha proposto un "voto di coscienza" per gli elettori di sinistra.
L'Alleanza dei Liberi Democratici ha preso una posizione forte e aperta contro la concessione della doppia cittadinanza. Alla riunione di novembre della SZDSZ, Gábor Fodor ha messo in guardia contro il rafforzamento dell'idea di stato nazionale e ha invitato i membri del partito a non votare. L'SZDSZ sottolineò il pericolo che gli ungheresi che vivevano oltre confine sarebbero apparsi come una massa di ungheresi non paganti ma aventi diritto, sovraccaricando così il bilancio statale ungherese. Gábor Kuncze, come i socialisti, dichiarò il referendum un evento irresponsabile che avrebbe spinto un cuneo tra gli ungheresi.
L'intensità della campagna per il referendum sulla concessione della doppia cittadinanza ha superato di gran lunga quella dei referendum precedenti. Le organizzazioni di ungheresi che vivono oltre i confini dell'Ungheria erano regolarmente coinvolte nella lotta. Innumerevoli ONG e individui che sostengono gli ideali nazionali sono usciti ed hanno espresso le loro opinioni, la maggior parte di loro sollecitando gli elettori a votare sì. La Federazione Mondiale degli Ungheresi fece una campagna come organizzazione sociale indipendente. Tra i partiti non parlamentari, il MIÉP ha fatto una campagna intensa, mentre per Jobbik questo referendum è stato il suo primo aspetto elettorale indipendente. Diversa dai precedenti referendum fu anche la forte posizione delle chiese.

## Risultati

### Quesito I

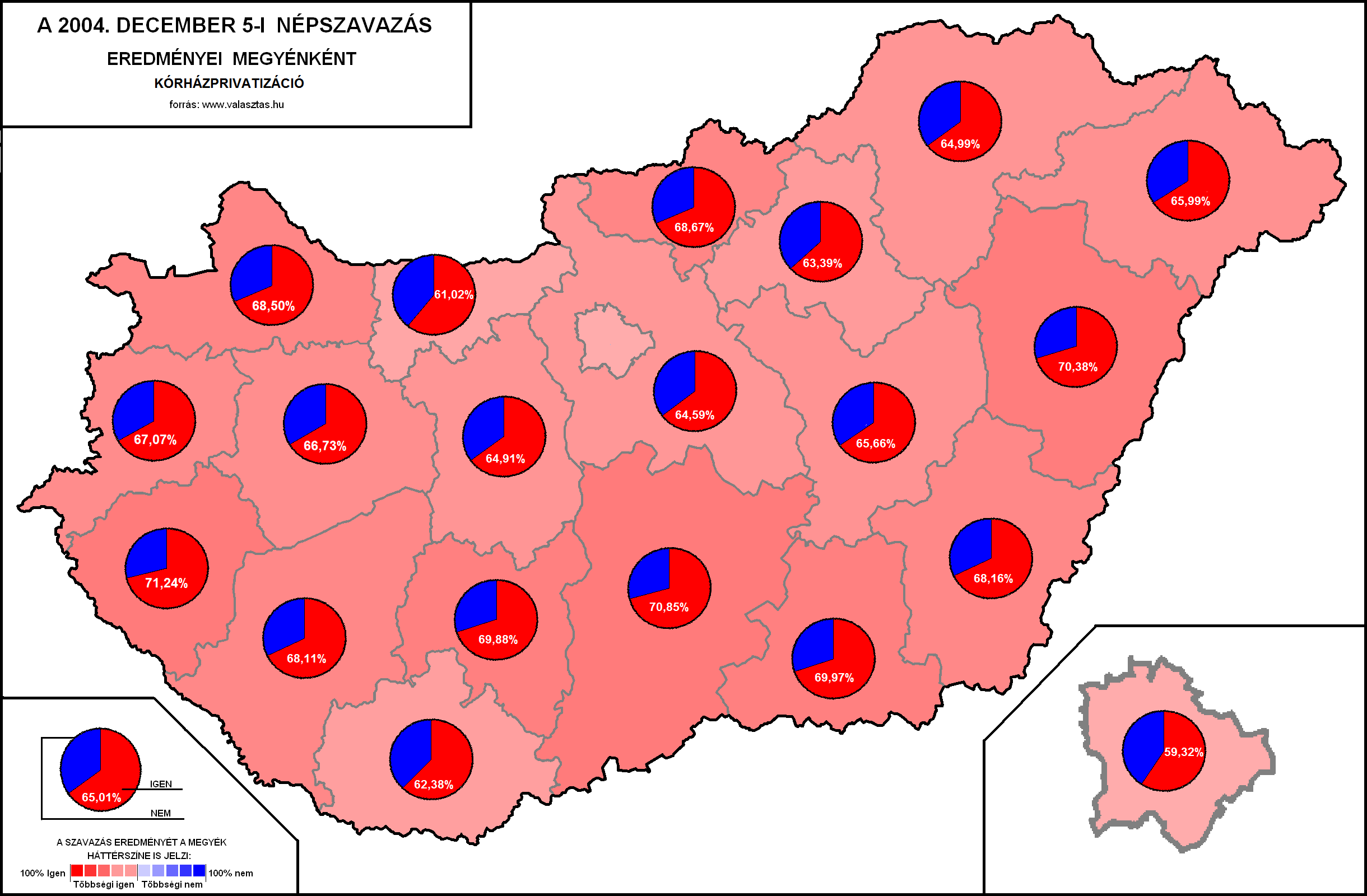
Mappa del voto per provincia (quesito I)

| Scelta                                  | voti      | %    |
| --------------------------------------- | --------- | ---- |
| Sì                                      | 1.922.765 | 65,0 |
| No                                      | 1.034.578 | 35,0 |
| Voti non validi/vuoti                   | 53.629    | –    |
| Totale                                  | 3.010.972 | 100  |
| Elettori registrati/affluenza alle urne | 8.048.737 | 37,5 |
| Fonte: Nohlen & Stöver                  |           |      |

### Quesito II

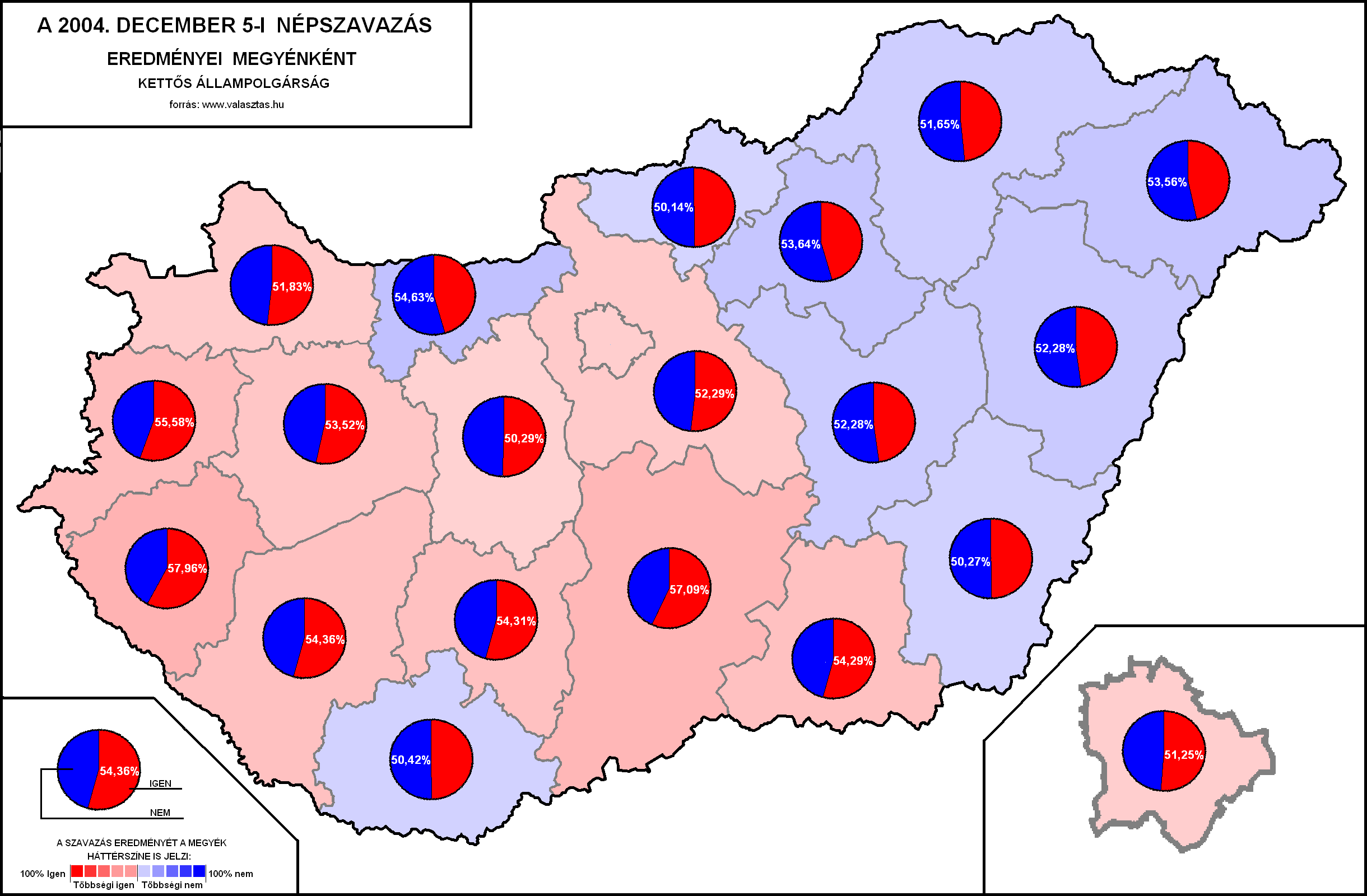
Mappa del voto per provincia (quesito II)

| Scelta                                  | voti      | %    |
| --------------------------------------- | --------- | ---- |
| Sì                                      | 1.521.143 | 51,6 |
| No                                      | 1.428.736 | 48,4 |
| Voti non validi/vuoti                   | 61.093    | –    |
| Totale                                  | 3.010.972 | 100  |
| Elettori registrati/affluenza alle urne | 8.048.737 | 37,5 |
| Fonte: Nohlen & Stöver                  |           |      |

## Conseguenze
Fallito il referendum contro la privatizzazione degli ospedali, i sondaggi d'opinione hanno mostrato che nemmeno la metà dei simpatizzanti del MSZP sosteneva la privatizzazione, mentre quelli a favore della privatizzazione costituivano anche una parte significativa del campo di Fidesz. In queste condizioni, e con le elezioni parlamentari del 2006 incombenti, i partiti non si sono impegnati a mantenere all'ordine del giorno una questione che divideva le loro basi di elettori e non poteva essere risolta nel breve termine. La possibilità di privatizzare gli ospedali è gradualmente uscita dall'agenda pubblica nei due mesi successivi al voto. Il Parlamento non ha approvato una risoluzione per abrogare la legge, che peraltro non esiste più.

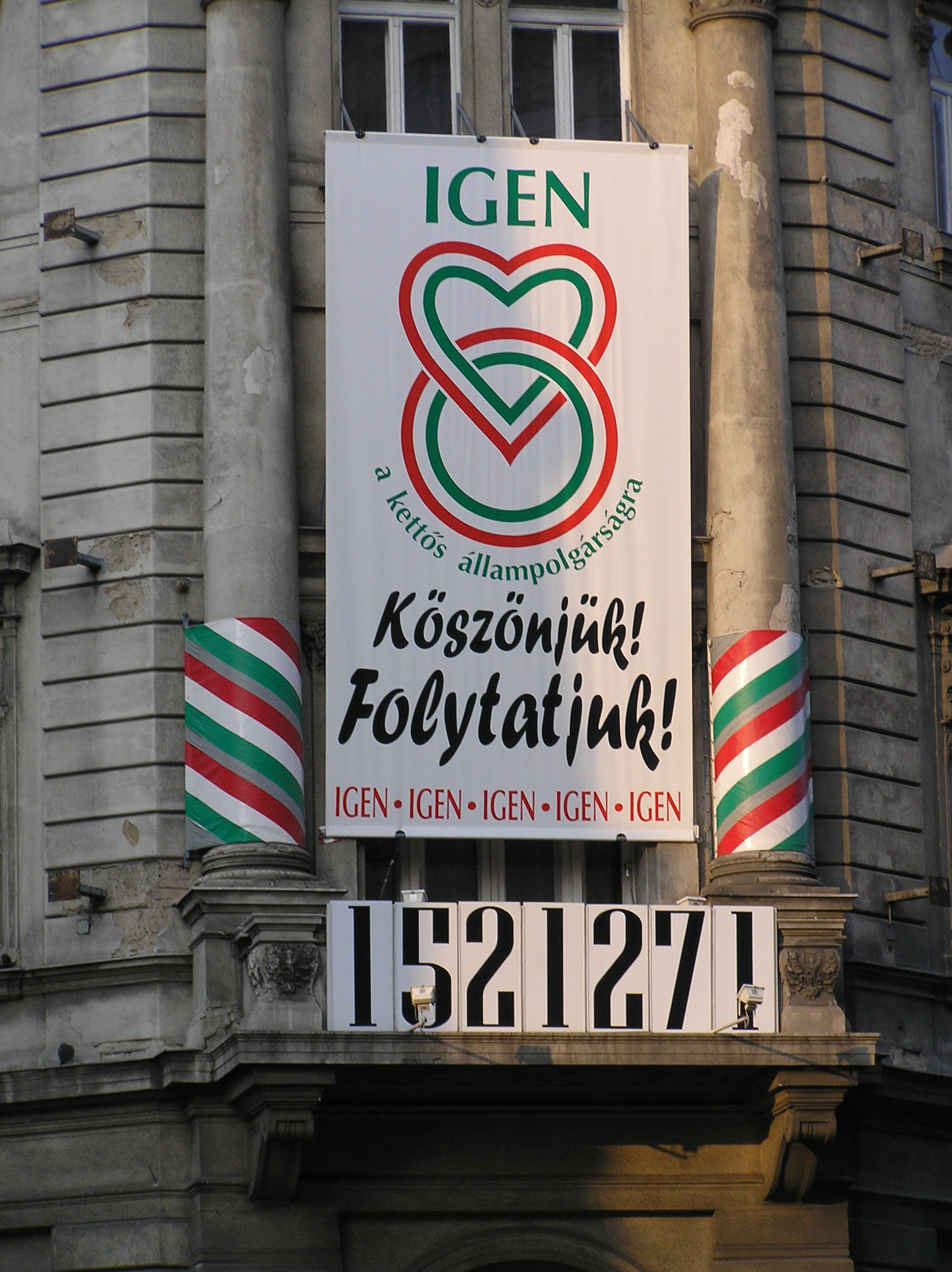
Un manifesto sulla sede della MVSZ che ringrazia coloro che hanno votato SÌ nel referendum sulla doppia cittadinanza (marzo 2005)

Riguardo al risultato del referendum sulla doppia cittadinanza, l'analisi politica è stato spiegata diversamente da ogni partito politico secondo i propri interessi. Qualche settimana dopo, Miklós Patrubány annunciò che il MVSZ avrebbe avviato un altro referendum sulla questione, ma il piano fu aspramente respinto dai partiti parlamentari. Il referendum ha provocato aspre reazioni da parte dei rappresentanti ungheresi che vivono al di là del confine, che hanno incolpato sia l'opposizione ungherese, che voleva decidere prematuramente la questione, sia il governo, che prendeva le distanze dalla concessione della cittadinanza. Anche dopo il referendum, la delusione ha portato a reazioni contro i politici del governo in tutto il bacino dei Carpazi. La stampa estera ha visto gli eventi come una grave sconfitta per la destra, che ha fatto appello ai sentimenti nazionali, in quanto la bassa affluenza significava indifferenza alle questioni e l'alto rapporto di genere un rifiuto del sentimento nazionalista. Nessun nuovo progetto di legge sulla doppia cittadinanza è stato presentato all'Assemblea Nazionale, ma la questione è rimasta a lungo nella vita pubblica. Il 5 marzo 2007, la Federazione Mondiale degli Ungheresi ha promosso per la seconda volta un referendum nazionale sul ritorno della cittadinanza ungherese agli ungheresi che vivono all'estero. Il Comitato elettorale nazionale ha esaminato l'iniziativa più tardi quel mese e l'ha approvata con voto unanime. Tuttavia, la decisione è stata appellata da un privato cittadino e il caso è stato deferito alla Corte costituzionale, che però non si è mai pronunciata sulla petizione. Nel 2010, il secondo governo Orbán, formato dopo le elezioni parlamentari, ha approvato la legge sulla facilitazione della doppia cittadinanza con una maggioranza schiacciante di deputati. Il 16 gennaio 2013, a Cluj-Napoca (Romania), Attila Mesterházy, presidente del MSZP, si è scusato con gli ungheresi che vivono oltre confine per la campagna del 2004 del suo partito per negare la possibilità della naturalizzazione preferenziale: "Così facendo, abbiamo danneggiato le relazioni ungheresi-ungheresi e abbiamo suscitato tra gli ungheresi che vivono al di là della frontiera sentimenti che li hanno giustamente offesi. È stata una decisione politica sbagliata, e ci scusiamo con tutti coloro che sono stati offesi".